# Rillo de Gallo
Rillo de Gallo település Spanyolországban, Guadalajara tartományban. Rillo de Gallo Molina de Aragón, Corduente, Herrería, Pardos, Guadalajara, Torrubia és Rueda de la Sierra községekkel határos. Lakosainak száma 41 fő (2024).

## Népesség
A település népessége az utóbbi években az alábbiak szerint változott:
| Lakosok száma | 57   | 74   | 75   | 67   | 61   | 55   | 52   | 43   | 47   | 41   |
|               | 2001 | 2004 | 2006 | 2009 | 2011 | 2014 | 2016 | 2019 | 2021 | 2024 |